# Essunga (Gemeinde)
Koordinaten: 58° 11′ N, 12° 43′ O

Essunga ist eine Gemeinde (schwedisch kommun) in der schwedischen Provinz Västra Götalands län und der historischen Provinz Västergötland. Der Hauptort der Gemeinde ist Nossebro.

## Geschichte
1952 wurde die Großgemeinde Essunga aus einigen Kirchspielen (socken) der Umgebung gebildet. Anschließend wurde 1974 das Gebiet in die Gemeinde Vara eingegliedert. Kaum zehn Jahre später wurde die Gemeinde 1983 in ihren alten Grenzen ausgegliedert und wieder eigenständig. Zum Hauptort wurde Nossebro bestimmt, der schon von 1918 bis 1963 Zentrum einer Landgemeinde war.
Jättestugan ( „Riesenstube“; auch Bäreberg genannt) ist eine große Steinkiste westlich des  Flusses Nossan in Essunga.

## Orte
Diese Orte sind Ortschaften (tätorter):
- Främmestad
- Jonslund
- Nossebro